# 宗義智
宗義智（日语：／ Sō Yoshitoshi，1568年—1615年1月31日）日本安土桃山時代至江戶時代前期的大名。對馬領主宗氏第20代當主、對馬府中藩的初代藩主。
永祿11年（1568年）生，是宗將盛的第四子（有另一説為第五子）。天正7年（1579年）1月成為宗義調的養子而繼承家督，成為宗家的當主（也有天正8年（1580年）的說法）。天正15年（1587年）豐臣秀吉開始九州征伐，他加入秀吉陣營，所以領地保持完好。之後受命與小西行長、島井宗室一同出使朝鮮，聲稱日本要入侵明朝，要求朝鮮作為向導（假途入明），遭到拒絕。
在天正20年（1592年）侵略朝鮮的文祿之役中，他屬於小西行長的第一隊，率5000人參戰。其後在文祿2年（1593年），他和小西行長一起，與明朝方面的使者沈惟敬進行和平談判，但最終談判破裂。此後他在慶長2年（1597年）參與慶長之役。
關原之戰爆發時，宗義智加入了西軍，參予了伏見城之戰、大津城之戰。戰後因德川家康想與朝鮮修補交惡的關係，而保留領地不予以減封，並成為對馬府中藩的初代藩主。小西行長作為西軍統帥遭到處決，宗義智便與其女小西瑪利亞離婚，並將瑪利亞放逐到九州。瑪利亞的兒子曼西奧·小西仍保持天主教信仰，後來成為殉教者。
慶長14年（1609年），對馬藩成功與朝鮮簽訂和平條約——己酉約條（或稱慶長条約）。因為這個功績，所以德川家康特許宗氏可以在幕府體制外獨自對朝鮮發展貿易。
慶長20年1月3日（1615年1月31日）死亡。享年48歲。長子義成繼位為家督。
| 宗義智        |                                    |               |
| 前任： 宗義純 | 宗氏當主 1579年－1615年            | 繼任： 宗義成 |
| 新頭銜        | 對馬府中藩第1代藩主 1588年－1615年 | 繼任： 宗義成 |